# العلاقات البوسنية المولدوفية
العلاقات البوسنية المولدوفية هي العلاقات الثنائية التي تجمع بين البوسنة والهرسك ومولدوفا.

## مقارنة بين البلدين
هذه مقارنة عامة ومرجعية للدولتين:
| وجه المقارنة                                              | البوسنة والهرسك                                             | مولدوفا                           |
| --------------------------------------------------------- | ----------------------------------------------------------- | --------------------------------- |
| المساحة (كم2)                                             | 51.20 ألف                                                   | 33.85 ألف                         |
| عدد السكان (نسمة)                                         | 3.51 مليون                                                  | 2.55 مليون                        |
| الكثافة السكانية (ن./كم²)                                 | 68.55                                                       | 75.33                             |
| العاصمة                                                   | سراييفو                                                     | كيشيناو                           |
| اللغة الرسمية                                             | اللغة البوسنوية، اللغة الكرواتية، اللغة الصربية             | اللغة المولدوفية، اللغة الرومانية |
| العملة                                                    | مارك بوسني                                                  | ليو مولدوفي                       |
| الناتج المحلي الإجمالي (بليون دولار)                      | 18.17 مليار                                                 | 8.13 مليار                        |
| الناتج المحلي الإجمالي (تعادل القوة الشرائية) بليون دولار | 41.35 مليار                                                 | 17.94 مليار                       |
| الناتج المحلي الإجمالي الاسمي للفرد دولار أمريكي          | 4.25 ألف                                                    | 3.65 ألف                          |
| الناتج المحلي الإجمالي للفرد دولار أمريكي                 | 10.43 ألف                                                   | 4.98 ألف                          |
| مؤشر التنمية البشرية                                      | 0.733                                                       | 0.693                             |
| رمز المكالمات الدولي                                      | +387                                                        | +373                              |
| رمز الإنترنت                                              | .ba                                                         | .md                               |
| المنطقة الزمنية                                           | توقيت وسط أوروبا، ت ع م+01:00، ت ع م+02:00، أوروبا/سراييفو ‏ | ت ع م+02:00، ت ع م+03:00          |

## منظمات دولية مشتركة
يشترك البلدان في عضوية مجموعة من المنظمات الدولية، منها:
| علم المنظمة | اسم المنظمة                               | تاريخ انضمام البوسنة والهرسك | تاريخ انضمام مولدوفا |
| ----------- | ----------------------------------------- | ---------------------------- | -------------------- |
|             | مؤسسة التنمية الدولية                     | 25 فبراير 1993               | 14 يونيو 1994        |
|             | يونسكو                                    | 2 يونيو 1993                 | 27 مايو 1992         |
|             | وكالة ضمان الاستثمار متعدد الأطراف        | 19 مارس 1993                 | 9 يونيو 1993         |
|             | مجلس أوروبا                               | 24 أبريل 2002                | ?                    |
|             | الأمم المتحدة                             | 22 مايو 1992                 | 2 مارس 1992          |
|             | الاتحاد البريدي العالمي                   | ?                            | ?                    |
|             | البنك الدولي للإنشاء والتعمير             | 25 فبراير 1993               | 12 أغسطس 1992        |
|             | الاتحاد الدولي للاتصالات                  | 20 أكتوبر 1992               | 20 أكتوبر 1992       |
|             | منظمة حظر الأسلحة الكيميائية              | ?                            | ?                    |
|             | مؤسسة التمويل الدولية                     | 25 فبراير 1993               | 10 مارس 1995         |
|             | المنظمة الأوروبية لسلامة الملاحة الجوية   | 2004                         | 2000                 |
|             | المركز الدولي لتسوية المنازعات الاستشارية | 13 يونيو 1997                | 4 يونيو 2011         |
|             | منظمة الشرطة الجنائية الدولية             | ?                            | ?                    |
|             | منظمة الأمن والتعاون في أوروبا            | 30 أبريل 1992                | 30 يناير 1992        |

## وصلات خارجية
- موقع وزارة الخارجية البوسنية
- موقع وزارة الخارجية المولدوفية